# Ternberg
Ternberg est une commune autrichienne du district de Steyr-Land en Haute-Autriche.